# الخصوبة والذكاء
خضعت العلاقة بين الخصوبة والذكاء (بالإنجليزية: Fertility and intelligence) إلى العديد من الدراسات الديموغرافية، وثمة أدلة على أن مقاييس الذكاء على مستوى السكان، مثل معدل التحصيل العلمي ومعرفة القراءة والكتابة ترتبط ارتباطاً سلبياً بمعدل الخصوبة في بعض الحالات. ومع ذلك، لم تظهر الدراسات الجينِيّة أي دليل على تأثيرات خلل في الجينات البشرية. وفيما يتعلق بالنظريات حول تأثيرات الخلل الجيني وتحسين النسل في البشر فقد ارتبطت تاريخياً بالعنصرية العلمية.

## وجهات النظر والأبحاث المبكرة
ذُكر سابقاً أن العلاقة السلبية بين الخصوبة والذكاء (كما جرى قياسها بواسطة معدل الذكاء) موجودة في أجزاء كثيرة من العالم. ومع ذلك، كانت نتائج هذه الدراسات المبكرة "سطحية وخادعة" ولم تكن معززة بيانات كافية.
أجريت بعض الدراسات الأولى حول هذا الموضوع على أشخاص عاشوا قبل ظهور اختبار الذكاء، في أواخر القرن التاسع عشر، من خلال النظر في خصوبة الرجال المدرجين في مراجع ومنشورات من يكون هو، ومن المفترض أن هؤلاء الأشخاص يتمتعون بذكاء عالٍ، وهؤلاء الرجال بشكل عام لديهم عدد قليل من الأطفال، مما يشير إلى وجود العلاقة المتبادلة.
أعادت الدراسات الأكثر جدية التي أجريت على الأمريكيين الأحياء بعد الحرب العالمية الثانية نتائج مختلفة أشارت إلى وجود علاقة إيجابية طفيفة فيما يتعلق بالذكاء. كانت نتائج هذه التحقيقات متسقة بدرجة كافية بالنسبة لأوزبورن وباجيما، اللذين كتبا في مرحلة متأخرة من عام 1972 استنتاجاً أن أنماط الخصوبة كانت لتحسين النسل، وأن "الاتجاه التناسلي نحو زيادة تواتر الجينات المرتبطة بارتفاع معدل الذكاء...من المحتمل أن تستمر في المستقبل المنظور في الولايات المتحدة وستجد أيضًا في ديمقراطيات دولة الرفاهية الصناعية الأخرى".
رأى العديد من المراجعين لهذه النتائج أنها سابقة لأوانها، بحجة أن العينات كانت غير مثماثلة على المستوى الوطني، وكانت تقتصر عمومًا على الأشخاص البيض المولودين بين عامي 1910 و1940 في ولايات البحيرات العظمى. بدأ باحثون آخرون في الإشارة إلى ارتباط سلبي في الستينيات بعد عقدين من النتائج عن الخصوبة المحايدة أو الإيجابية.
في عام 1982، سعى الباحث في الدراسات السكانية دانيال آر فينينج جونيور إلى معالجة هذه القضايا في دراسة كبيرة حول خصوبة أكثر من 10,000 فرد في جميع أنحاء الولايات المتحدة، والذين تتراوح أعمارهم بين 25 و34 عامًا.
ارتبط متوسط الخصوبة في دراسته عند 0.86 مع معدل الذكاء للنساء البيض و0.96 للنساء السود. جادل الباحث أن هذا يشير إلى انخفاض في متوسط معدل النمط الجيني 1.6 نقطة لكل جيل للسكان البيض، و2.4 نقطة لكل جيل للسكان السود. عند النظر في هذه النتائج مع النتائج التي توصل إليها باحثون سابقون، كتب فاينينج أنه "في فترات ارتفاع معدلات المواليد، يميل الأشخاص ذوو الذكاء العالي إلى التمتع بخصوبة تساوي، إن لم تكن تتجاوز، خصوبة السكان ككل"، ولكن " ومن ثم يبدو أن الانخفاض الأخير في الخصوبة قد أعاد الاتجاه إلى خلل الجينات الذي لوحظ لفترة مماثلة من انخفاض الخصوبة بين عامي 1850 و1940 ". لمعالجة القلق من أن خصوبة هذه العينة لا يمكن اعتبارها كاملة، أجرى فاينينج دراسة متابعة لنفس العينة بعد 18 عامًا، حيث أبلغ عن نفس الارتباط السلبي بين معدل الذكاء والخصوبة، على الرغم من انخفاضه قليلاً. وقد لاحظ النقاد ارتباط هذا الباحث مع المجلة البيضاء المتطرفة التي تسمى مانكايند كوارترلي وقبوله للمنح من منظمة صندوق بيونير .

## الأبحاث اللاحقة
في دراسة أجريت عام 1988، فحص ريثرفورد وسيويل العلاقة بين الذكاء المقاس والخصوبة لأكثر من 9,000 من خريجي المدارس الثانوية في ولاية ويسكونسن في عام 1957، وأكدوا العلاقة العكسية بين معدل الذكاء والخصوبة لكلا الجنسين، ولكن أكثر من ذلك بكثير بالنسبة للإناث. إذا كان لدى الأطفال، في المتوسط، نفس معدل الذكاء مثل والديهم، فإن معدل الذكاء سينخفض بمقدار 0.81 نقطة لكل جيل.
ثمة طريقة أخرى للتحقق من العلاقة السلبية بين معدل الذكاء والخصوبة وهي النظر في العلاقة بين التحصيل التعليمي والخصوبة، حيث من المعروف أن التعليم هو نتيجة معقولة لمعدل الذكاء، ويرتبط مع معدل الذكاء عند 0.55. ففي دراسة أجريت عام 1999 لفحص العلاقة بين معدل الذكاء والتعليم في عينة وطنية كبيرة، وجد ديفيد رو وآخرون أن التعليم الذي تحقق كان له نسبة عالية من قابلية الانتقال بالوراثة (.68) وأن نصف التباين في التعليم فُسر من خلال المكون الجيني الأساسي الذي يتقاسمه معدل الذكاء والتعليم والطبقة الاجتماعية.
ووجدت إحدى الدراسات التي تبحث في الخصوبة والتعليم التي أجريت في عام 1991 أن المتسربين من المدارس الثانوية في الولايات المتحدة كان لديهم أكبر عدد من الأطفال (2.5 في المتوسط)، مع خريجي المدارس الثانوية لديهم عدد أقل من الأطفال، وخريجي الجامعات لديهم أقل عدد من الأطفال (1.56 في المتوسط).
جادل مؤلف كتاب المنحى الجرسي: الذكاء والبنية الطبقية في الحياة الأمريكية بأن متوسط معدل الذكاء الوراثي في الولايات المتحدة آخذ في الانخفاض بسبب كل من الخصوبة الوراثية والهجرة على نطاق واسع للمجموعات ذات متوسط الذكاء المنخفض.
كان عالم النفس المثير للجدل ريتشارد لين من أشد المدافعين عن نظريات خلل الجينات. ففي دراسة أجريت عام 1999، درس العلاقة بين ذكاء البالغين الذين تتراوح أعمارهم بين 40 وما فوق وعدد أطفالهم وإخوتهم، وجمع البيانات من استطلاع أجراه المركز الوطني لبحوث الرأي عام 1994 من بين عينة تمثيلية من 2992 فردًا يتحدثون الإنجليزية وتتراوح أعمارهم بين 18 عامًا، ووجد ارتباطات سلبية بين ذكاء الأمريكيين البالغين وعدد الأطفال والأشقاء الذين لديهم، ولكن فقط للإناث. وذكر أيضًا أنه لا يوجد ارتباط فعلي بين ذكاء المرأة وعدد الأطفال الذين يعتبرونهم مثاليين. وفي عام 2004، حاولت لين وماريان فان كورت إجراء نسخ متماثل مباشر لعمل فينينج، ونتج دراستهما إلى نتائج مماثلة، حيث بلغ الخلل الجيني 0.9 نقطة ذكاء لكل جيل للعينة الإجمالية و0.75 نقطة ذكاء للبيض فقط.
ومع ذلك، فقد اُنتقد بحث لين على نطاق واسع باعتباره علماً زائفًا ويتضمن ممارسات بحثية سيئة، بالإضافة إلى الترويج للعنصرية العلمية وسيادة البيض، خاصة فيما يتعلق بوضع لين كرئيس تحرير مانكايند كوارترلي الأمر الذي تسبب في سحب لقبها كأستاذ فخري لعلم النفس في جامعة أولستر في عام 2018.
وتوصلت نتائج دراسة قام بها بوتويل وآخرون (2013) إلى ارتباط سلبي قوي بين معدل الذكاء على مستوى المقاطعة ومعدلات الخصوبة على مستوى المقاطعة في الولايات المتحدة.
وجدت دراسة أجريت عام 2014 بواسطة ساتوشي كانازاوا باستخدام بيانات من الدراسة الوطنية لنمو الطفل أن النساء والرجال الأكثر ذكاءً كانوا أكثر رغبة في أن يكونوا بلا أطفال، لكن النساء الأكثر ذكاءً فقط - وليس الرجال - هم الأكثر احتمالاً لأن يكونوا بلا أطفال في الواقع.

## الأبحاث الدولية

خريطة توضح الدول حسب معدل الخصوبة (2020)، وفقًا لمكتب المراجع السكانية

وعلى الرغم من أن الكثير من الأبحاث حول الذكاء والخصوبة قد اقتصرت على الأشخاص داخل دولة واحدة (عادة الولايات المتحدة)، فقد وسع ستيفن شاتز (2008) نطاق البحث دوليًا ؛ ووجد أن "هناك ميلًا قويًا للبلدان ذات درجات الذكاء الوطنية المنخفضة للحصول على معدلات خصوبة أعلى وبالنسبة للبلدان ذات درجات الذكاء الوطنية الأعلى لديها معدلات خصوبة أقل."
ووجدت لينا وهارفي (2008) علاقة ارتباط 0.73 بين معدل الذكاء الوطني والخصوبة. وقد قدّرا أن التأثير كان "انخفاضًا في معدل الذكاء الوراثي العالمي بمقدار 0.86 نقطة ذكاء للأعوام 1950-2000. ومن المتوقع حدوث انخفاض إضافي بمقدار 1.28 نقطة في معدل الذكاء الوراثي في العالم في الأعوام 2000-2050". وفي الفترة الأولى، عُوض هذا التأثير من خلال تأثير فلين مما تسبب في ارتفاع معدل الذكاء الظاهري، لكن الدراسات الحديثة في أربع دول متقدمة وجدت أنه قد توقف الآن أو انعكس. لقد اعتقدا أنه من المحتمل أن يبدأ معدل الذكاء الوراثي والظاهري في الانخفاض تدريجياً في العالم بأسره.

## الأسباب المحتملة

### الدخل
النظرية التي تفسر العلاقة بين الخصوبة والذكاء تقول إنه في حين أن الدخل ومعدل الذكاء مترابطان بشكل إيجابي، فإن الدخل أيضًا عامل خصوبة في حد ذاته يرتبط عكسًا بالخصوبة، أي أنه كلما ارتفع الدخل، انخفضت معدلات الخصوبة والعكس صحيح. وبالتالي، ثمة علاقة عكسية بين الدخل والخصوبة داخل الدول وفيما بينها. وكلما ارتفع مستوى التعليم ونصيب الفرد من الناتج المحلي الإجمالي من السكان أو السكان أو الطبقة الاجتماعية، قل عدد الأطفال الذين يولدون.
في مؤتمر الأمم المتحدة للسكان عام 1974 في بوخارست، لخص كاران سينغ، وزير السكان السابق في الهند، هذه العلاقة بالقول إن "التنمية هي أفضل وسيلة لمنع الحمل".

### التعليم
في معظم البلدان، يرتبط التعليم عكسياً بالإنجاب. غالبًا ما يؤخر الناس الإنجاب من أجل قضاء المزيد من الوقت في الحصول على التعليم، وبالتالي إنجاب عدد أقل من الأطفال. على العكس من ذلك، يمكن أن يتعارض الحمل المبكر مع التعليم، لذلك من المرجح أن يكون الأشخاص الذين يعانون من الإنجاب المبكر أو المتكرر أقل تعليماً. في حين أن التعليم والإنجاب يضعان مطالب متنافسة على موارد الشخص، يرتبط التعليم بشكل إيجابي بمعدل الذكاء.
وفي حين أن هناك القليل من الأبحاث حول خصوبة الرجال وتعليمهم، تشير الدلائل في البلدان المتقدمة إلى أن الرجال المتعلمين تعليماً عالياً لديهم مستويات أعلى من الإنجاب مقارنة بالرجال الأقل تعليماً.
عندما يكون البلد أكثر تطوراً، تزداد معدلات التعليم وتنخفض معدلات الخصوبة لكل من الرجال والنساء. انخفض معدل الخصوبة لدى الرجال والنساء الأقل تعليما بشكل أسرع ممّا كان عليه لدى الرجال والنساء المتعلمين تعليما عالياّ. ففي البلدان الاسكندنافية مثل الدنمارك والنرويج والسويد، تراجعت الآن خصوبة النساء الأقل تعليماً بدرجة كافية بحيث أصبح عدم الإنجاب الآن أعلى بين النساء الأقل تعليماً كما هو الحال بالنسبة للرجال.

### تحديد النسل والذكاء
من بين عينة من النساء اللائي يستخدمن وسائل تحديد النسل ذات الفعالية النظرية المماثلة، ظهرت معدلات النجاح مرتبطة بمعدل الذكاء، حيث كانت النسب المئوية للنساء ذوات معدل الذكاء المرتفع والمتوسط والمنخفض اللائي ولدن غير مرغوب فيه خلال فترة ثلاث سنوات 3٪ و8٪ و11٪، على التوالى.
ونظرًا لأن فعالية العديد من طرق تحديد النسل ترتبط ارتباطًا مباشرًا بالاستخدام السليم، فإن التفسير البديل للبيانات يشير إلى أن معدل الذكاء المنخفض لدى النساء كان أقل احتمالًا لاستخدام وسائل منع الحمل بشكل ثابت وصحيح. ووجدت دراسة أخرى أنه بعد حدوث حمل غير مقصود، تزداد احتمالية حصول الأزواج ذوي معدل الذكاء المرتفع على عمليات الإجهاض. والمراهقات غير المتزوجات اللاتي يصبحن حوامل أكثر عرضة لإنجاب أطفالهن حتى نهاية فترة الحمل إذا كان أداؤهن ضعيفًا في المدرسة.
وعلى العكس من ذلك، في حين أن حجم الأسرة المطلوب في الولايات المتحدة هو نفسه على ما يبدو بالنسبة للنساء من جميع مستويات الذكاء،[محل شك] وُجد أن النساء المتعلمات تعليماً عالياً هن أكثر ميلاً للقول إنهن يرغبن في إنجاب عدد أكبر مما لديهن، مما يشير إلى "عجز في الخصوبة" لدى الأشخاص الأكثر ذكاءً.
جادلت فان كورت في مراجعتها للاتجاهات الإنجابية في الولايات المتحدة بأن "كل عامل - بدءًا من استخدام شكل ما من أشكال منع الحمل في البداية، إلى التنفيذ الناجح لهذه الطريقة، إلى إنهاء الحمل العرضي عند حدوثه - ينطوي على الاختيار ضد الذكاء".

### الانتقادات
جادل بريستون وكامبل (1993) بأن المغالطة الحسابية في مثل هذه الاختلافات في الخصوبة ستؤدي إلى تغيير تدريجي في معدل الذكاء، ولا تنطبق إلا عند النظر إلى المجموعات السكانية الفرعية المغلقة. ففي نموذجهما الحسابي، مع وجود اختلافات ثابتة في الخصوبة، نظرًا لأن معدل ذكاء الأطفال يمكن أن يكون أكثر أو أقل من معدل ذكاء والديهم، ظهر أن توازن الحالة المستقرة تنشأ بين مجموعات سكانية فرعية مختلفة ذات معدل ذكاء مختلف.
لن يتغير متوسط معدل الذكاء في حالة عدم وجود تغيير في فروق الخصوبة. سيكون توزيع معدل الذكاء في الحالة المستقرة أقل للخصوبة التفاضلية السلبية مقارنة بالإيجابية، لكن هذه الاختلافات صغيرة. بالنسبة للافتراض المتطرف وغير الواقعي للتزاوج بين الأقارب في المجموعات الفرعية لمعدل الذكاء، يؤدي تغيير الخصوبة التفاضلي من 2.5 / 1.5 إلى 1.5 / 2.5 (معدل الذكاء المرتفع / معدل الذكاء المنخفض) إلى حدوث تحول أقصى يبلغ أربع نقاط ذكاء. للتزاوج العشوائي، يكون التحول أقل من نقطة ذكاء واحدة. ومع ذلك، يجادل جيمس س.كولمان بأن نموذج بريستون وكامبل يعتمد على افتراضات من غير المرجح أن تكون صحيحة.
لقد نُوقشت الزيادة العامة في درجات اختبار الذكاء، تأثير فلين، هي دليل ضد الحجج الخاطئة. كتب عالم الوراثة ستيف كونور أن لين، في كتابه خلل الجينات: التدهور الجيني عند السكان المعاصرين، "أساء فهم الأفكار الحديثة لعلم الوراثة." "كان الخلل في حجته حول الخلل الجيني في الذكاء هو الحقيقة المقبولة على نطاق واسع وهي أن الذكاء المقاس باختبارات معدل الذكاء قد زاد بالفعل على مدار الخمسين عامًا الماضية." إذا تأثرت الجينات المسببة لمعدل الذكاء سلبًا، فمن المتوقع بشكل معقول أن تتغير درجات معدل الذكاء في نفس الاتجاه، ومع ذلك فقد حدث العكس. ومع ذلك، فقد نوقش إن معدل الذكاء الوراثي قد ينخفض حتى مع ارتفاع معدل الذكاء الظاهري بين السكان بسبب التأثيرات البيئية مثل التغذية والتعليم الأفضل. قد يكون تأثير فلين قد انتهى الآن أو انعكس في بعض الدول المتقدمة.
تغطي بعض الدراسات التي تبحث في العلاقة بين معدل الذكاء والخصوبة خصوبة الشخاص الذين بلغوا سنًا معينة، وبالتالي تتجاهل العلاقة الإيجابية بين معدل الذكاء والبقاء على قيد الحياة. للتوصل إلى استنتاجات حول التأثيرات على معدل الذكاء للسكان في المستقبل، يجب أن تؤخذ هذه التأثيرات في الاعتبار. 
أظهرت الأبحاث الحديثة أن التعليم والحالة الاجتماعية والاقتصادية هي مؤشرات أفضل للخصوبة وتشير إلى أن العلاقة بين الذكاء وعدد الأطفال قد تكون كاذبة. عند التحكم في التعليم والوضع الاجتماعي والاقتصادي، تقل العلاقة بين الذكاء وعدد الأطفال والذكاء وعدد الأشقاء والذكاء والعدد المثالي للأطفال إلى عدم الأهمية الإحصائية. بين النساء، أظهر تحليل ما بعد المخصص أن درجات الذكاء الأدنى والأعلى لم تختلف بشكل كبير من حيث عدد الأطفال.
تتضمن معظم الأبحاث دراسة خصوبة الإناث، بينما يُتجاهل خصوبة الذكور. وعند مقارنة معدلات الخصوبة عند الذكور بالتحصيل العلمي، فإن الرجال الحاصلين على تعليم أعلى يكون لديهم عددًا أكبر من الأبناء.
تشير أبحاث أخرى إلى أن الأشقاء المولودين بعيدًا عن بعضهم البعض يحققون نتائج تعليمية أعلى. لذلك، فإن كثافة الأشقاء، وليس عدد الأشقاء، قد تفسر الارتباط السلبي بين معدل الذكاء وعدد الأشقاء.

## أنظر أيضًا
- عامل الخصوبة (الديموغرافيا)
- قائمة البلدان والأقاليم حسب معدل الخصوبة
- الدخل والخصوبة